# How Deep is the Ocean?
"How Deep Is the Ocean?" är en jazzlåt skriven av Irving Berlin år 1932 Den kan höras i bakgrunden i filmen The Life of Jimmy Dolan från 1933.

## Kända inspelningar
- 1951 – Lee Wiley: Night in Manhattan
- 1954 – Billie Holiday: Billie Holiday
- 1957 – Ella Fitzgerald: Ella Fitzgerald Sings the Irving Berlin Songbook
- 1959 – The Isley Brothers: Shout!
- 1960 – Frank Sinatra: Nice 'n' Easy
- 1961 – Bill Evans Trio: Explorations
- 1962 – Alice Babs: As Time Goes By
- 1976 – Dexter Gordon: True Blue
- 1997 – Diana Krall: Love Scenes
- 2000 – Chick Corea: Solo Piano: Standards
- 2010 – Barry Manilow: The Greatest Love Songs of All Time
- 2010 – Eric Clapton: Clapton